# Alois Krčmář
Alois Krčmář (18. dubna 1887 Bohousová – 20. února 1961 Slatina nad Zdobnicí) byl český pedagog a malíř, krajinář a grafik.

## Život
Vystudoval učitelský ústav v Hradci Králové, kde maturoval v roce 1907. Učil v Helvíkovicích, Jamném a Líšnici.
Soukromě studoval v letech 1912 až 1914 malířství  u Aloise Kalvody. První světovou válku prožil na různých frontách, v roce 1918 byl na Piavě raněn. Po válce, v rámci dovolené na zotavenou, pokračoval v roce 1919 ve studiu u Aloise Kalvody.
Od roku 1919 učil ve Slatině nad Zdobnicí, kde spoluzakládal Sokol a pracoval v místním ochotnickém spolku. Od roku 1935 byl též kronikářem obce. Od roku 1927 do roku 1952 byl ve Slatině řídícím učitelem, s výjimkou období německé okupace, kdy byl penzionován.
Ráno 20. února 1951 byl stižen záchvatem mozkové mrtvice a večer zemřel v rychnovské nemocnici.

### Rodinný život
Během studií se seznámil s malířkou Julií Křížkovou, se kterou se roku 1924 oženil.

## Dílo

### Výtvarné dílo
V grafice se specializoval na dřevoryty, vytvářel obálky knih, frontispis a ex libris.
Vytvořil například:
- Slatina nad Zdobnicí (olejomalba)
- Náš kraj (olejomalba)
- Kunvald u Bratrského sboru (olejomalba)
- Pastviny, údolí přehrady (olejomalba)
- Pohled na Žamberk (lept)

### Galerie ve Slatině
Alois Krčmář byl zakladatelem obrazové galerii ve Slatině nad Zdobnicí, kde jsou umístěna jeho díla a díla dalších zakladatelů galerie Miloslava Holého, Leoše a Jana Kubíčka. Jsou zde vystavena i díla Augusta Bedřicha Piepenhagena a Maxe Švabinského.